# Zero Covid (Kampagne)

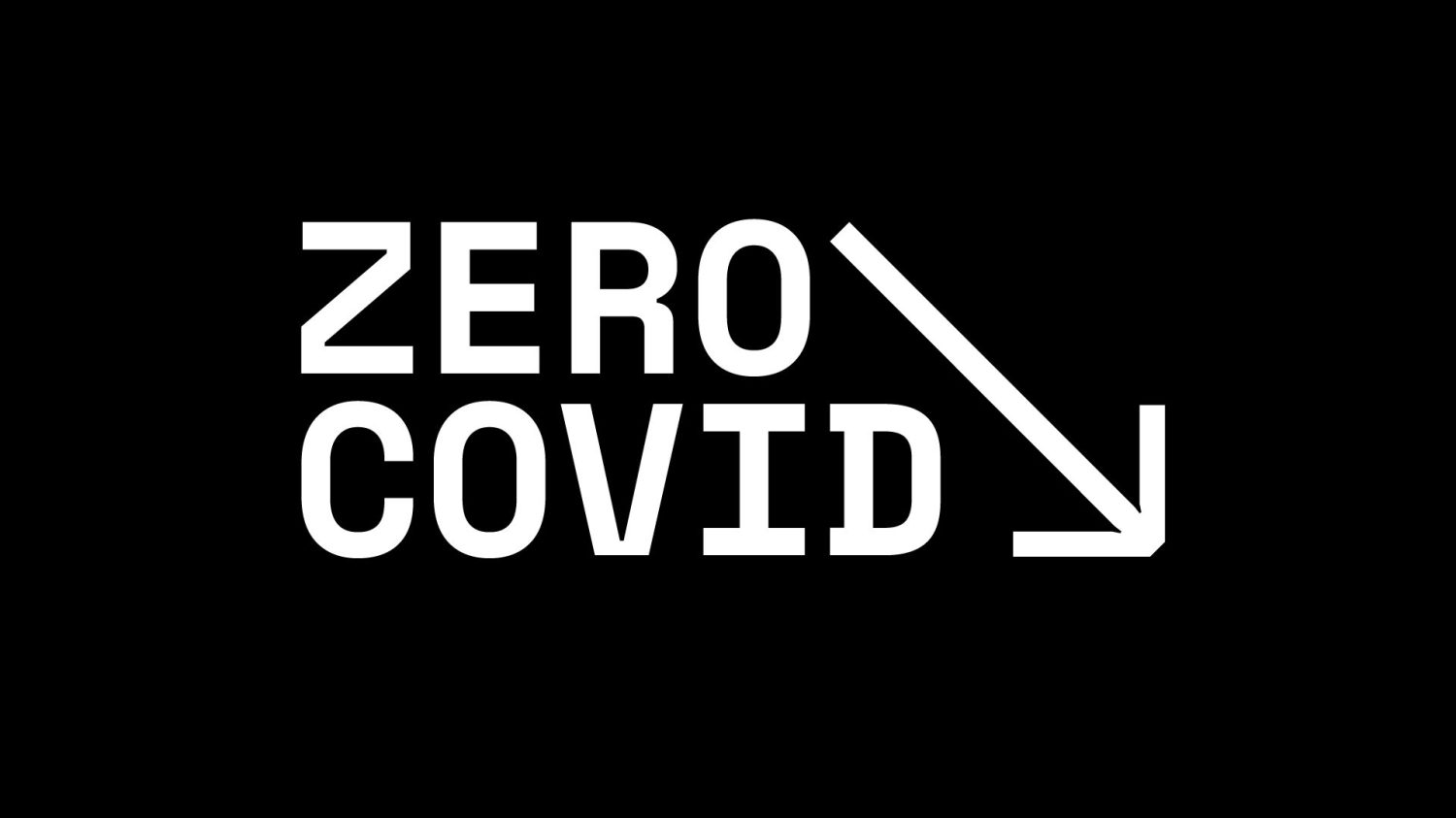
Logo

Zero Covid – Für einen solidarischen europäischen Shutdown (von engl. zero ,null‘) war eine Kampagne mit dem Ziel, die COVID-19-Pandemie in Deutschland, Österreich und der Schweiz und anderen europäischen Ländern durch das Absenken der 7-Tages-Inzidenz auf null zu beenden. Initiatorin war die Berliner Rechtsanwältin Christina Clemm.

## Kampagne
Bei einem europaweiten Shutdown sollten Fabriken, Büros, Betriebe, Baustellen und Schulen so lange geschlossen werden, bis es keine Infektionen mehr gibt.
Eine Online-Petition an die deutsche, österreichische und Schweizer Bundesregierung sowie an europäische Institutionen wurde mehr als 110.000-mal unterschrieben. Der zu den Erstunterzeichnern und Initiatoren zählende Wirtschaftsgeograph Christian Zeller verwies darauf, „dass sich eine gesellschaftliche Linke seit jeher auch Forderungen stellt, die nicht in absehbarer Zeit umzusetzen sind.“ Zu den mehr als 400 Erstunterzeichnern der Kampagne zählten Natascha Strobl, Stefanie Sargnagel, Georg Restle, Luisa Neubauer, Margarete Stokowski, Anne Imhof, Simone Barrientos, Winfried Wolf, Tina Leisch und Raúl Aguayo-Krauthausen.
Zu unterscheiden ist die Zero-Covid-Kampagne von der No-Covid-Strategie, die Corona mit weniger einschneidenden Mitteln eliminieren wollte.

## Kritik
Einige Wissenschaftler und Mediziner hielten die Ziele der Kampagne für unrealistisch und aussichtslos.
Der Journalist Nikolaus Piper nannte die Kampagne einen „Aufruf aus dem linken bis extrem linken Spektrum“. Laut ihm gibt es nach einer „solidarische[n] Arbeitspause“ von unbestimmter Dauer keine Gewinne mehr zu verteilen, die zur Finanzierung des Lockdowns gedacht seien. Eine dramatische Senkung der Produktion bei gleichzeitig steigenden Sozialausgaben sei bereits in Venezuela gescheitert.
Jan Fleischhauer kritisierte die Initiatoren der Kampagne in einer Focus-Kolumne. Sie entstammten einem akademischen Milieu, dessen Arbeitsleben durch die Maßnahmen kaum betroffen sei. Der Kampagne warf er autoritäre Züge vor. Die Initiative „Zero Covid“ wurde auch in anderen Medien als „halbtotalitäre Fantasie“ oder „autoritäre Dystopie“ kritisiert, die nur mit polizeistaatlichen Maßnahmen durchsetzbar sei und den Staat in seiner autoritären Tendenz verstärke.
Stefan Schulz bezeichnete die Kampagne 2023 als „absoluten Wahnsinn“ und mochte in ihr das Phänomen einer mangelnden Kompromissbereitschaft in Teilen der zeitgenössischen Zivilgesellschaft erkennen.